# Blodgett Mills
Blodgett Mills es un lugar designado por el censo (en inglés, census-designated place, CDP) ubicado en el condado de Cortland, en el estado de Nueva York, Estados Unidos. Según el censo de 2020, tiene una población de 274 habitantes.

## Geografía
La localidad está ubicada en las coordenadas 42°33′59″N 76°7′58″O / 42.56639, -76.13278 (42.566516, -76.132873).